# Carl Hau

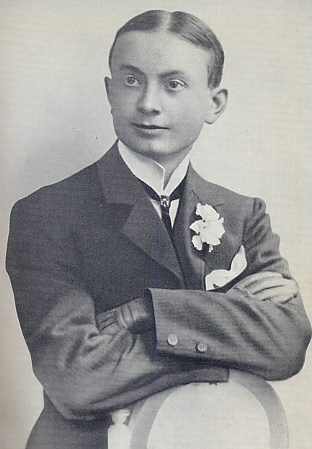
Carl Hau

Carl Hau (ursprünglich Karl Hau, * 3. Februar 1881 in Großlittgen bei Wittlich; † 5. Februar 1926 in Tivoli) war ein deutscher Jurist, der im Juli 1907 in Karlsruhe wegen Mordes an seiner Schwiegermutter Josefine Molitor zum Tode verurteilt wurde. Der Indizienprozess erregte große öffentliche Aufmerksamkeit (Hau-Krawall). Hau wurde zu lebenslanger Zuchthausstrafe begnadigt und nach 17 Jahren Haft auf Bewährung freigelassen. Er verfasste danach zwei Bücher, in denen er den Prozess und die Haftzeit aus seiner Sicht schilderte. Die im Ullstein Verlag erschienenen Berichte wurden zu Bestsellern. Das badische Justizministerium widerrief 1925 unter anderem wegen dieser Veröffentlichungen die Aussetzung der Strafe. Es kam zu neuen Debatten in der Presse über den Fall und über die Meinungsfreiheit ehemaliger Häftlinge. Carl Hau beging auf der Flucht in Italien am 5. Februar 1926 Suizid.

## Jugend und Ausbildung
Carl Hau war der Sohn des Bankdirektors Johan Baptist Hau. Seine Mutter verstarb, als er drei Jahre alt war. Nach dem Abitur am
Friedrich-Wilhelm-Gymnasium in Trier studierte er Rechtswissenschaft in Freiburg im Breisgau und Berlin. 1901 erkrankte er an Lungentuberkulose, so dass er an verschiedenen Orten Erholung suchte, zuletzt in Ajaccio auf Korsika. Dort lernte er Josefine Molitor mit ihren Töchtern Lina und Olga kennen.

## Vorgeschichte der Tat
Die Familie des Medizinalrates Franz Molitor lebte seit 1897 in einer noch heute existierenden Parkvilla in der Stadelhoferstraße 11 in Baden-Baden. Aus der Ehe waren sechs Töchter und ein Sohn hervorgegangen. Nach dem Tod des Medizinalrates im Februar 1901 lebte seine Witwe, Josefine Molitor, mit ihren Töchtern Lina und Olga allein in der Villa. Die vier weiteren Töchter und der Sohn hatten Baden-Baden schon vor dem Tod des Vaters verlassen.
Karl Hau lernte Josefine Molitor und ihre Töchter Lina und Olga im Frühjahr 1901 bei einem Urlaubsaufenthalt in Ajaccio auf Korsika kennen. Es folgte ein weiteres Treffen auf der Weiterreise in Montreux. Es gelang Hau, die drei Damen durch sein verbindliches und gebildetes Auftreten für sich einzunehmen, beide Töchter fühlten sich zu ihm hingezogen. Im Mai 1901 besuchte Hau, der in Freiburg im Breisgau Jura studierte, die Familie in Baden-Baden.
Danach hielt er weiter Briefkontakt mit Lina Molitor, die sich heimlich mit ihm in Luzern und Freiburg traf. Im Juni 1901 floh das Paar in die Schweiz. Nachdem die von Linas Konto abgehobenen 2.000 Mark ausgegeben waren, kam es in Realp am St. Gotthard zu einem Schusswechsel zwischen den beiden, bei dem Lina Molitor von einer aus der Nähe abgefeuerten Pistole an der Brust getroffen, jedoch nur leicht verletzt wurde. Wer geschossen hatte, wurde nie geklärt. Es ist unklar, ob Lina Molitor und Karl Hau geplant hatten, gemeinsam Suizid zu begehen, und wenn ja, aus welchen Motiven. Reiner Haehling von Lanzenauer sieht den für damalige Verhältnisse ungewöhnlichen Altersunterschied, Lina war fünf Jahre älter, als möglichen Grund an.
Linas Mutter und Haus Vater trafen, von Hau alarmiert, kurz darauf in Realp ein. Der Vater bezahlte die offenen Rechnungen, und man drängte das Paar zur Heirat, um einen Skandal zu vermeiden. Die Hochzeit fand am 18. August 1901 in Mannheim statt.
Einen Monat nach der Heirat ließ sich das Paar in Washington, D.C. nieder, wo Hau – nun unter dem Vornamen Carl – sein Jurastudium fortsetzte. 1903 wurde die Tochter Olga geboren. 1904 erlangte Hau den Bachelor of Law und hielt Kurse für Römisches Recht. 1906 wurde er für den District of Columbia als Rechtsanwalt zugelassen. Neben seiner anwaltlichen Tätigkeit wurde er vom türkischen Gesandten in Vertragsangelegenheiten beauftragt, was zu einer Anstellung als Sekretär des türkischen Generalkonsuls in Washington, Hermann Schoenfeld, führte. In dieser Eigenschaft unternahm Hau mehrere Geschäftsreisen in die Türkei, unter anderem, um für die Louisiana Purchase Exposition, die Weltausstellung 1904 in St. Louis, zu werben.

## Die Tat
Carl Hau begab sich am 25. Oktober 1906 zusammen mit seiner Frau Lina, der gemeinsamen Tochter und seiner Schwägerin Olga Molitor nach Paris. Dort wohnten sie im Hotel Regina. Am 29. Oktober erhielt Josefine Molitor ein Telegramm mit dem Inhalt: „Erwarte Dich mit dem nächsten Zug. Olga krank. Komme sofort, Lina.“ Frau Molitor reiste daraufhin nach Paris, traf dort aber ihre Töchter wohlbehalten an. Lina wusste nichts von einem Telegramm. Josefine Molitor vermutete, dass das Telegramm dazu dienen sollte, sie aus ihrem Haus zu locken, und kehrte am 31. Oktober mit ihren Töchtern Olga und Fanny nach Baden-Baden zurück. Ihre Villa fand sie unversehrt vor. Wegen des Telegramms erstattete sie Strafanzeige. Carl Hau reiste gleichzeitig mit Lina und der gemeinsamen Tochter nach London weiter. In London erhielt die Familie ein Telegramm der Standard Oil Company, eines Mandanten von Carl Hau, mit der Aufforderung, sich unverzüglich nach Berlin zu begeben. Noch in London ließ er sich eine Perücke und einen falschen Bart anfertigen und erwarb einen langen schwarzen Mantel. Anschließend reiste er nach Deutschland, allerdings nicht nach Berlin, sondern nach Frankfurt am Main, wo er am 3. November eintraf. Den Bart hatte er während der Reise weggeworfen. Aus Frankfurt telegrafierte er seiner Frau, dass das Treffen nach Frankfurt verlegt worden sei. Er ließ sich erneut einen falschen Bart anfertigen und die in London erworbene Perücke farblich an den Bart anpassen. Am Dienstag, dem 6. November 1906, fuhr er um 10:30 Uhr mit dem D-Zug nach Baden-Baden. Dort fiel er wegen des falschen Bartes verschiedenen Personen auf. Er konnte in Baden-Baden bis kurz vor der Tat beobachtet werden.
Am 6. November erhielt Josefine Molitor um 17:20 Uhr einen Anruf. Das Dienstmädchen, das den Anruf annahm, meinte, die Stimme Carl Haus erkannt zu haben. Sie teilte dies Frau Molitor mit, die es aber nicht weiter beachtete. Der Anrufer gab sich als Vorsteher des Hauptpostamtes in Baden-Baden aus und erklärte, dass Frau Molitor umgehend zum Postamt kommen müsse, da ein von ihr reklamiertes Aufgabeexemplar eines Telegramms aufgefunden worden sei. Ihre Einwände, sie wolle sich wegen des schlechten Wetters nicht zum Postamt begeben, wurden zurückgewiesen. Josefine Molitor ging daraufhin mit ihrer Tochter Olga über die Kaiser-Wilhelm-Straße zum Hauptpostamt. In Höhe Lindenstaffeln wurde von hinten aus etwa zehn Meter Entfernung ein Schuss auf sie abgegeben. Die Kugel kam aus einem Revolver mit einem Kaliber von etwa 6 mm. Sie verletzte Josefine Molitor am linken Lungenflügel und durchschlug beide Herzkammern. Olga Molitor konnte nur noch eine schlanke Gestalt in langem, dunklem Mantel mit großem Hut wahrnehmen, die sich aus einer Nische löste und rasch entfernte. Andere Augenzeugen der Tat gab es nicht.

## Der Prozess

### Vorverfahren
Aufgrund von Zeugenaussagen, wonach Hau in Baden-Baden gesehen worden war, und der Aussage des Dienstmädchens, dass sie Carl Hau eindeutig am Telefon erkannt habe, erging rasch ein Haftbefehl, der bereits am Abend des 7. November von der britischen Polizei in London vollstreckt wurde. Anfang des Jahres 1907 wurde Hau nach Baden ausgeliefert. Noch während der Untersuchungshaft in Karlsruhe teilte ihm seine Frau mit, dass sie glaube, er sei der Täter gewesen. Sie ertränkte sich kurz darauf nahe Zürich im Pfäffikersee. Vorher hatte sie verfügt, dass das gemeinsame Kind einen neuen Namen erhalten und bei einer anderen Familie aufwachsen sollte.

### Hauptverhandlung

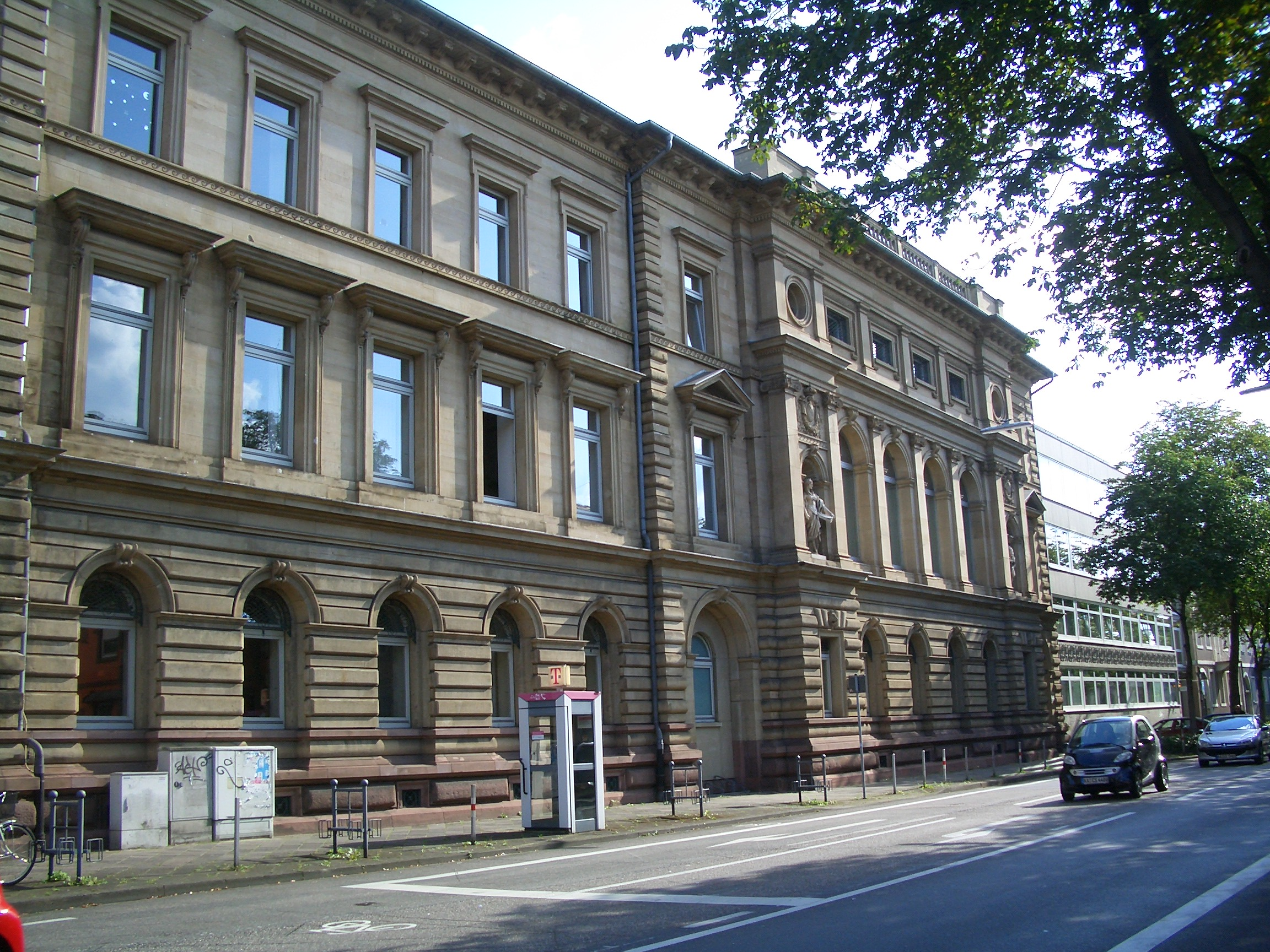
Das Gebäude des Landgerichtes Karlsruhe (Schwurgerichtstrakt), in dem der Prozess stattfand

Die Hauptstadt des Großherzogtums Baden, Karlsruhe, war dem Ansturm auf den Mordprozess kaum gewachsen. Vor dem Gebäude des Landgerichts Karlsruhe bildeten sich lange Schlangen von Bürgern, die die Verhandlung verfolgen wollten. Die gesamten regulären Polizeikräfte der Stadt und des Kreises Karlsruhe (70 Beamte) wurden aufgeboten, um des Andrangs Herr zu werden. Bald zeigte sich jedoch, dass dies nicht ausreichte; es wurde zunächst auf die berittene Gendarmerie und schließlich auf das in der Nähe stationierte Militär zurückgegriffen. Am Tage der Urteilsverkündung belagerten etwa 20.000 Schaulustige das Gerichtsgebäude; mehrfach wurde versucht, die Postenketten zu durchbrechen (Hau-Krawall). Einen derartigen Auflauf von Neugierigen hatte es noch bei keinem Prozess im Deutschen Reich gegeben.
Als Verteidiger hatte der Vater des Angeklagten den Rechtsanwalt Eduard Dietz, Landgerichtsrat a. D., beauftragt, dem Hau aber nicht vertraute. In seinem Buch Das Todesurteil schreibt er:
Wir saßen uns in dem Zimmer mit der Glastür gegenüber, er verlangte Aufschluß über dieses und jenes. Ich konnte ihm kein Vertrauen schenken. Die Unterredung verlief für beide Teile unbefriedigend. Endlich sagte er mir: »Wenn sich die Sache so verhält, bleibt mir nichts anderes übrig, als Ihre Verteidigung in der Weise zu führen, als hielte ich Sie für schuldig.« Darauf entgegnete ich: »Das können Sie halten, wie Sie wollen.« Er faßte das als ein Geständnis auf.
Die Verhandlung wurde vom Vorsitzenden Richter Dr. Eller geleitet. Die Anklage vertrat Staatsanwalt Bleicher. Hauptzeugin war Olga Molitor.
Die Hauptverhandlung begann am 17. Juli 1907 vor dem Schwurgericht des Landgerichtes Karlsruhe. Sie sollte fünf Tage dauern. Im Laufe der Verhandlung wurden insgesamt 72 Zeugen und neun Sachverständige vernommen. Die internationale Presse – etwa die New York Times – berichtete über den Kriminalfall.

#### Verhalten des Angeklagten
Zu Beginn der Verhandlung verneinte der Angeklagte die Frage nach seiner Schuld, verweigerte auf weitere Fragen aber die Aussage. Er räumte im Laufe der Verhandlungen allerdings ein, dass er das Pariser Telegramm verfasst und sich am Tag der Tat in Baden-Baden aufgehalten habe. Das Telegramm habe er verfasst, weil seine Ehefrau eifersüchtig auf ihre Schwester Olga gewesen sei. Die Depesche erschien ihm als der sicherste Weg, das Zusammensein mit beiden Schwestern zu beenden, indem Josefine Molitor Olga mit sich nehme. Auf Nachfragen, ob Grund zur Eifersucht bestanden habe, verweigerte Hau zunächst die Aussage. Später räumte er ein, sich stärker zu Olga hingezogen gefühlt zu haben. Deshalb habe er auch das angebliche Telegramm der Standard Oil Company verfasst und sich nach Baden-Baden begeben, da er Olga Molitor noch einmal habe sehen wollen. Er bestritt aber weiterhin, den Schuss abgegeben zu haben.

#### Zeugenaussagen
Olga Molitor wurde im Laufe des Prozesses mehrfach vernommen. Sie schilderte in der ersten Vernehmung, wie sie mit ihrer Mutter das Haus verließ, die Kaiser-Wilhelm-Straße entlang ging und Schritte von jemandem hörte, der ihnen folgte. Dann beschrieb sie die Situation während der Tat. Fragen, ob sie ihrer Schwester Grund zur Eifersucht gegeben habe, verneinte sie. Sie hätte entsprechende Avancen Haus auch zurückgewiesen, falls er sich offenbart hätte. In späteren Vernehmungen räumte sie dann ein, dass ihre Schwester eifersüchtig gewesen sei. Lina habe sie etwa gebeten, nicht zu kostbare Kleidung zu tragen. Es sei auch zu Auseinandersetzungen zwischen ihr und ihrer Schwester gekommen.
Infolge des Aussageverhaltens von ihr und Hau neigte sich die öffentliche Meinung mehr und mehr zugunsten Haus. Schließlich wurde Olga Molitor angepöbelt, wenn sie sich in der Öffentlichkeit zeigte. Nach ihrer letzten Vernehmung musste die Polizei eingreifen, damit sie und ihre Angehörigen sich in einer Droschke zurück ins Hotel begeben konnten. Eine Menschenmenge von mehreren hundert Personen folgte unter Pfiffen der Droschke.
Andere Zeugen beschrieben, wie sie den Angeklagten mit seinem falschen Bart am Tattag in Baden-Baden beobachtet hätten. Besonderes Aufsehen erregte die Aussage einer Frau, die angab, sie habe Mutter und Tochter getroffen, kurz bevor sie den Tatort erreichten. Zuvor sei ihr ein Herr mit schwarzem Vollbart aufgefallen, der bergauf geeilt sei. In diesem wollte sie Carl Hau erkannt haben. Den Damen sei aber ein anderer, älterer Herr, ebenfalls mit Bart, gefolgt. Es habe sich mit Sicherheit um unterschiedliche Personen gehandelt. Aufsehen erregte auch ein ehemaliger Zellengenosse Haus, der für Äußerungen Haus in der Haft als Zeuge vernommen wurde. Dieser verweigerte trotz eines angedrohten Ordnungsgeldes und angedrohter Ordnungshaft die Aussage. Er bekräftigte allerdings, dass er Hau aufgrund seiner Äußerungen für unschuldig halte.

#### Sachverständigengutachten
Die zur Begutachtung des Geisteszustandes des Angeklagten hinzugezogenen Sachverständigen Alfred Hoche und Gustav Aschaffenburg beschrieben Hau als einen hochintelligenten, aber ungleichmäßig begabten Menschen, der sehr sensibel und weichlich sei und unter einem Mangel an Selbstzucht leide. Er sei durchaus in der Lage, ein einmal ins Auge gefasstes Ziel zu verfolgen, neige aber zu Selbstsucht, Sprunghaftigkeit und impulsiven Handlungen. Er verfüge über eine erhebliche Phantasie, bis hin zu Aufschneiderei und Größenwahn. Insgesamt sei er aber stets Herr seines Willens gewesen.

#### Plädoyers und Urteil
Die Staatsanwaltschaft plädierte auf eine Verurteilung Haus. Er habe die Gelegenheit zur Tat gehabt und ein Motiv: Er habe es auf das Erbteil seiner Frau abgesehen gehabt. Die Verteidigung beantragte einen Freispruch aus Mangel an Beweisen. Hau habe sich eher wie ein sinnlos Verliebter verhalten, nicht wie ein Raubmörder. Das von der Staatsanwaltschaft aufgebaute Indiziengebäude sei nicht zu halten. Gleichwohl erkannten die Geschworenen Carl Hau für schuldig. Er wurde zum Tode verurteilt.
Die von Carl Hau gegen das Urteil eingelegten Rechtsmittel blieben ohne Erfolg: Am 12. Oktober 1907 wies das Reichsgericht die eingelegte Revision zurück, ein Antrag auf Durchführung eines Wiederaufnahmeverfahrens blieb erfolglos. Allerdings begnadigte der Großherzog von Baden Hau am 1. Dezember 1907 und wandelte das Todesurteil in eine lebenslange Zuchthausstrafe um.

#### Nachbetrachtung eines Zeitgenossen
Der Staatsrechtler und Rechtspsychologe Erich Wulffen leitete einen weithin beachteten und als Buch erschienenen Vortrag vor dem Gemeinnützigen Verein zu Dresden am 5. Februar 1908 mit einem Résumé des Prozesses ein:
„Was im Karlsruher Mordprozeß gegen den Rechtsanwalt Hau geschah, das war noch niemals da, weder vereinzelt noch gleichzeitig, daß der Verteidiger im Schwurgerichtssaale dem Staatsanwalt eine Herausforderung zum Zweikampfe ankündigte, daß ein als Zeuge vernommener Vertreter der Presse die Frage des Staatsanwalts als unerhörte Infamie bezeichnete, daß während des Plaidoyers des Staatsanwalts der vor dem Gerichtsgebäude tobenden Volksmenge von den Polizeibeamten die Aufruhrparagraphen verlesen wurden. So sehr wir heute darüber klar sind, daß bei diesen Vorgängen eine jeder seltsamen Massenbeeinflussungen, wie wir sie auf religiösem und politischem Gebiete zur Genüge kenne und nach ihrem psychologischen Werden wissenschaftlich erforscht haben, mächtig wirksam wurde, ebensowenig dürfen die Karlsruher Vorgänge als Anzeichen einer andern Tatsache verkannt werden: eine einzige große und starke Empfindung geht durch das deutsche Volke, eine tiefe, gerade nur ihm […] eigentümliche Sehnsucht nach der Wiedergeburt von Strafrecht und Strafprozeß.“

## Folgeprozesse
Nach dem Schuldspruch wurden der Fall und der Prozess noch über Wochen in den Zeitungen und der Öffentlichkeit kontrovers diskutiert. Das Prozessergebnis wurde vielfach als unbefriedigend empfunden. Kritiker des Urteils wiesen vor allem auf das fehlende Tatmotiv hin. Die Geschworenen hätten – so etwa die Berliner National-Zeitung und das Berliner Tageblatt – die Beweislage nicht ausreichend berücksichtigt.
Besonders Olga Molitor wurde in der Folge vielfach angegriffen. Sie wurde teilweise als verkommen dargestellt, und ihr wurde unterstellt, die wahre Täterin zu sein. Sie wehrte sich durch Strafanzeigen wegen Beleidigung, was zu Folgeprozessen führte. Insbesondere ein Prozess gegen Redakteure der Zeitungen Badischer Landsmann und Badische Presse erregte nochmals Aufsehen. Der Badische Landsmann hatte am 7. August 1908 eine Meldung veröffentlicht, wonach neue Beweise dafür aufgetaucht seien, dass Hau unschuldig und Olga Molitor die Täterin sei. Die Badische Presse hatte diese Meldung abgedruckt. Während das Verfahren gegen den Redakteur des Badischen Landsmanns nach einer Entschuldigung und der darauf folgenden Rücknahme der Strafanzeige eingestellt wurde, wurde der andere Redakteur, Albert Herzog, zu einem Jahr Freiheitsstrafe verurteilt. In dem Verfahren wurde der Fall nochmals aufgerollt, das Schwurgerichtsurteil von 1907 aber erneut bestätigt.

## Haftzeit
Zwölf Jahre der Freiheitsstrafe verbüßte Carl Hau in Einzelhaft. Während der Haftzeit übersetzte er Rudolf von Jherings Werk  Der Geist des römischen Rechts auf den verschiedenen Stufen seiner Entwicklung ins Englische. Ein von ihm im Laufe der Haftzeit gestellter Antrag auf Wiederaufnahme des Verfahrens wurde abgewiesen.
Nach 17 Jahren Haft wurde 1924 die Reststrafe zur Bewährung ausgesetzt und Hau aus der Haft entlassen. Er erhielt die Auflagen, öffentliche Angriffe gegen Olga Molitor zu unterlassen und seinen Fall nicht zum Gegenstand sensationeller Darstellungen zu machen.

## Der Autor
Hau verfasste nach seiner Haftentlassung zwei Bücher, in denen er den Prozess und die Haftzeit aus seiner Sicht schilderte. Die im Ullstein-Verlag erschienenen Berichte wurden zu Bestsellern.
- Das Todesurteil. Die Geschichte meines Prozesses. Ullstein, Berlin 1925. (als Nachdruck: DMP, Berlin 2009, ISBN 3-938551-13-5)[8]
- Lebenslänglich. Erlebtes und Erlittenes. Ullstein, Berlin 1925.

Diese Veröffentlichungen wurden vom badischen Justizministerium als Verstoß gegen die Bewährungsauflagen betrachtet. Am 27. November 1925 erging erneut ein Haftbefehl, dem sich Hau durch die Flucht nach Italien entzog. Dort nahm er sich am 5. Februar 1926 in den Ruinen der Villa Hadriana in Tivoli das Leben.

Der österreichische Journalist Stefan Großmann schrieb in der politischen Zeitschrift Das Tage-Buch vom 20. März 1926 über den zuständigen badischen Justizminister Gustav Trunk:
„Herr Trunk, kein Zweifel, ist der verantwortliche Redakteur dieses Selbstmordes. [...] Er (Hau) ist, ein Gehetzter, Vaterlandsloser, Paßloser doch nicht wieder zum Verbrecher geworden, er hat lieber dieser Welt der Trunke Adieu gesagt.“

## Nachwirkungen
Eine Folge des Gerichtsverfahrens war eine breite Diskussion über die Rechtsfindung und die Bindung des Richters an das Gesetz. Nach der damaligen Gerichtsverfassung berieten die Geschworenen unter sich und man erkannte, dass sie mit der Anwendung der gesetzlichen Beweisregeln überfordert sein könnten. Die Reformen unter Reichsjustizminister Erich Emminger 1924 schufen deshalb Schwurgerichte, in denen 3 Richter und 6 Laienbeisitzer (heute 3:2) gemeinsam entschieden. Die öffentliche Debatte über die Art und Weise des Strafvollzugs trug zu Verbesserungen im Strafvollzug und zum Ausbau der Gefangenen- und Entlassenenfürsorge bei und führte zu Vorstufen der Bewährungshilfe.

## Medien
Bereits 1925/1926 wurde unter der Regie von Lupu Pick der Film Karl Hau – Träger eines Menschenschicksals gedreht. Der Film wurde zunächst von der Filmprüfstelle Berlin freigegeben, nur die Vorführung vor Jugendlichen wurde untersagt. Am 23. März 1926 untersagte die Film-Oberprüfstelle aber die Vorführung ganz.
1928 verarbeitete Jakob Wassermann die Umstände der Tat in seinem Roman Der Fall Maurizius, den der französische Regisseur Julien Duvivier 1953 als Vorlage für seinen Spielfilm L’Affaire Maurizius benutzte. In den 1960er Jahren wurde für das deutsche Fernsehen ein Film über den Mord produziert (Der Fall Hau, 1966). Anklänge an das Geschehen finden sich auch in dem Roman Lichtenbergs Fall von Georg M. Oswald.
Der Kriminalfilm Mordprozess Dr. Jordan von 1949 zeichnet den Fall nach, verlegt die Geschichte aber nach Wiesbaden mit dem Tropenarzt Dr. Alexander Jordan (Rudolf Fernau) als Protagonisten.
2006 veröffentlichte der Schriftsteller Bernd Schroeder den Roman Hau, in dem er sich dem Fall auf fiktiver Basis näherte. Hau wird in dem Roman als zerrissener, widersprüchlicher und damit moderner Mensch dargestellt. Der Roman ist weitgehend als ein Sittengemälde Deutschlands der spätwilhelminischen Zeit angelegt. Das Buch wurde für den Deutschen Buchpreis 2006 nominiert. Rudi Gaul schrieb eine Theaterfassung des Romans mit dem Titel Der Fall Hau, die am 8. November 2019 am Theater Baden-Baden uraufgeführt wurde.
Anlässlich des hundertsten Jahrestages des Prozesses gegen Carl Hau fand im Museum für Literatur am Oberrhein im Prinz-Max-Palais in Karlsruhe 2007 die Ausstellung „Carl Hau: Ein Sensationsprozess in Karlsruhe“ statt.
2007 sendete SWR2 am 11. August 2007 ein Feature, das Haus Geschichte, die seiner Ehe und die Prozesstage nach Originaldokumenten in Szene setzte. Titel: „Zur Sache selbst will ich mich nicht äußern!“ von Eva Lauterbach.
Insgesamt wird der Fall Hau auch noch hundert Jahre nach dem Prozess in den Medien thematisiert.

## Archivalien
- Personalakte über Karl Hau, Hauptstaatsarchiv Stuttgart M 430/3 Bü 4218.
- Bildnisse Karl Haus, Hauptstaatsarchiv Stuttgart M 708 Nr. 1189.

## Romane über den Fall
- Rolf Avena: Mordaffäre Molitor. Ein Tatsachenroman. Mitteldeutscher Verlag, Halle (Saale) 1956. Reprint: Neu hrsg. von Hansgeorg Schmidt-Bergmann. Mitteldeutscher Verlag, Halle (Saale) 2006, ISBN 978-3-89812-409-6.
- Georg M. Oswald: Lichtenbergs Fall. Rowohlt, Reinbek/Hamburg 2005, ISBN 978-3-499-24049-2.
- Bernd Schroeder: Hau. Roman. Hanser, München 2006, ISBN 978-3-446-20756-1 (Martin Krumbholz: Vom Leben verwöhnt – und bestraft.«Hau» – Bernd Schroeders bemerkenswerter Roman über einen Mordfall. In: Neue Zürcher Zeitung, 28. November 2006).
- Jakob Wassermann: Der Fall Maurizius. S. Fischer, Berlin 1928 (mehrere Neuauflagen und -ausgaben; zuletzt bei dtv, München 2007, ISBN 978-3-423-13598-6).